# Dietrich Kessel
Dietrich Kessel (* 13. August 1941 in Darmstadt) ist ein deutscher Politiker der SPD.

## Ausbildung und Beruf
Dietrich Kessel erwarb 1962 das Abitur. Er belegte von 1962 bis 1969 ein Studium der Soziologie, Politikwissenschaft und Sozialpolitik an der Universität Frankfurt, das er als Diplom-Soziologe abschloss.
Er war bis 1974 wissenschaftlicher Assistent bzw. wissenschaftlicher Angestellter am Psychologischen Institut der Ruhr-Universität Bochum. Von 1975 bis 1990 war er als Angestellter in der Verwaltung der Ruhr-Universität tätig.

## Politik
Seit 1965 ist Dietrich Kessel Mitglied der SPD. Er war stellvertretender Vorsitzender des Ortsvereins Witten-Krone, seit 2012 Vorsitzender des SPD-Ortsvereins Witten-Heven-Krone. Von 1988 bis 2000 war er Vorsitzender des SPD-Unterbezirks Ennepe-Ruhr. Mitglied des Kreistags Ennepe-Ruhr-Kreis war er von 1975 bis 2009; Vorsitzender der SPD-Kreistagsfraktion war er von Ende 1985 bis 2009.
Dietrich Kessel war direkt gewähltes Mitglied des 11., 12. und 13. Landtags von Nordrhein-Westfalen von 1990 bis 2005.